# Vámos Tamás
Vámos Tamás (Budapest, 1938. szeptember 21. –) magyar operatőr, filmrendező, egyetemi tanár.

## Életpályája
1957–1961 között a Színház- és Filmművészeti Főiskola filmoperatőr szakos hallgatója volt. 1961-ben a Budapest Stúdióban dolgozott. 1962-ben a Hunnia Filmstúdió munkatársa volt. 1965-ben Kanadában telepedett le. 1971-től rendező is. 1985-ben Québecbe költözött.
Dolgozott a Balázs Béla Stúdióban is. Szabó István operatőre volt. Montréalban a National Film Board of Canada operatőre volt. A montréali Concordia Egyetem operatőr szakán volt előadó.

## Filmjei
- Etűdök egy hétköznapról (1961)
- Variációk egy témára (1961)
- Te (1962)
- Fény (1962)
- Koncert (1962)
- Igaz-e? (1963)
- Nyáron egyszerű (1963)
- Álmodozások kora (1964)
- Érzelmes Kid (1967)
- Ez nem a regények ideje (1967)
- Egy kereskedelmi siker (1969)
- Éljen Franciaország (1969)
- A száműzetés (1971)
- Az erőszak örökösei (1977)
- Drága kisfiam (1978)
- A színes nő (1983)
- Mario (1984)
- A kapu (1987)
- Piroska és a farkas (1988)
- Forgóajtók (1988)
- Nyári vakáció (1989)
- Trükkös Tomi visszatér (1994)
- Vakáció szellemekkel (2003)

## Díjai, elismerései
- A krakkói filmfesztivál Bronz Sárkány díja (1983)
- A montréali filmfesztivál nagydíja (1983)
- Gémeau-díj (1987)